# 艾希施泰特县
艾希施泰特县（Landkreis Eichstätt）是德国巴伐利亚州的一个县，隶属于上巴伐利亚行政区，首府艾希施泰特。

## 華語譯名
由於兩岸對於德國行政區「Landkreis」翻譯的不同，台灣稱為「艾希施泰特郡」；中國大陸稱為「艾希施泰特县」。

## 地理
艾希施泰特县的地域包括弗兰肯山的西部和南部，其中心是阿尔特米尔河的河谷。阿尔特米尔河从西方在索尔恩霍芬进入县境，横跨全县，然后在东边在拜尔恩格里斯以东流向东北方向。多瑙河在县的极南面短短地流过县境。莱茵河-美因河-多瑙河运河则在东北部六过艾希施泰特县。

### 周边县
艾希施泰特县向背与罗特县和诺伊马克特县、向东与凯尔海姆县、向南与伊尔姆河畔普法芬霍芬县、诺伊堡-施鲁本豪森县和英戈尔施塔特、向西与多瑙-里斯县和魏森堡-贡岑豪森县相邻。

## 历史
1800年以前艾希施泰特县的地域大部分属于艾希施泰特主教的领地，南边的地方则较早就属于巴伐利亚了。1803年设立英戈尔施塔特地方法庭。1806年主教领地被并入巴伐利亚后设立艾希施泰特等两个地方法庭。这三个地方法庭当时都属于阿尔特米尔县，其县府为艾希施泰特。1809年英戈尔施塔特和艾希施泰特都成为不律属县的城市。1810年阿尔特米尔县被解散后这三个地方法庭的地域全部属于上多瑙县，其县府一开始也是艾希施泰特，1817年则迁到了奥格斯堡。从1817年至1833年艾希施泰特等地属于巴伐利亚内的一个大公领地。1838年巴伐利亚进行行政区域改革后它们归属于中法兰克县，英戈尔施塔特则属于上巴伐利亚县。1862年艾希施泰特自成一个行政区。从1939年开始行政区被称为县。1940年艾希施泰特不律属县的地位被撤销，重新被并入艾希施泰特县，但是这个决定于1949年又被回退了。
在1972年的行政区域改革中艾希施泰特县、艾希施泰特和英戈尔施塔特的北部以及其它一些县的部分地区被组合为今天的艾希施泰特县，整个县属于上巴伐利亚行政区。

## 经济和基础设施
2009年1月艾希施泰特县的失业率为2.2%，是德国失业率最低的县。
经济结构以工业为主，服务业也公共设施也占相当大的比例。
即使在农村地区由于农村结构良好也始终有足够的就业机会。
2007年3月艾希施泰特县与奥格斯堡、英戈尔施塔特和其它许多县市联合成立了多瑙-莱希工业中心，其中心位于奥格斯堡。

### 交通
艾希施泰特县边的英戈尔施塔特是一个重要的铁路枢纽。这里南北向的纽伦堡至慕尼黑的铁路与沿多瑙河河谷的铁路向交。
1875年又建造了去往奥格斯堡的铁路，1903年至04年从英戈尔施塔特北站去往利登堡的地方铁路。
1885年开始由一条铁路支线通到艾希施泰特，1898年继续沿阿尔特米尔河延伸。
从1954年至1987年大多数艾希施泰特县内的支线（全长95千米）停用。目前依然在使用的铁路长度为69千米。
从2006年起从纽伦堡经过英戈尔施塔特赴慕尼黑的快速列车段落开通，慕尼黑和纽伦堡之间的地方快车在艾希施泰特县内的一个车站每两小时停车一次。

## 政治

### 县议会
| 年     | 拜恩基督教社会联盟 | 德国社会民主党 | 自由选民 | 德国绿党 | 生态民主党 | 德国自由民主党 | 总共 |
| 2002年 | 34席               | 13席           | 9席      | 2席      | 2席        | 0席            | 60席 |
| 2008年 | 31席               | 11席           | 12席     | 3席      | 2席        | 1席            | 60席 |